# 高松傑
高松傑（英語：Jacky Chung Kit Ko，1979年1月11日—），生在香港，籍貫中山，暱稱高Sir。少時因沈湎賭博而債台高築，而後從零開始樹立其音樂慈善事業，現任音樂堂市場及亞洲業務總監。從事義工工作逾十載，透過薩氏管凝聚年輕人，如成立音樂堂慈善基金，為基層小孩提供義教及成立音樂堂義工隊，運用本身所長籌劃不同社會活動。。香港建设力量關鍵意見領袖、時事評論員，在多家媒體有專欄。現任香港再出發大聯盟共同發起人、香港菁英會副主席、網絡紅人工作者協會創會主席、陽江市政協委員、中國青年志願者協會理事、河南省青聯港區常委。

## 現時公職
- 民政事務局公共事務論壇成員
- 通訊事務管理局辦公室電視及電台廣播諮詢小組組員

## 外部連結
- South China Morning Post : Spirit of Hong Kong 2016 -Magnificeseven: Hong Kong’s unsung heroes are an inspiration to us all （页面存档备份，存于）
- 【明報專訊】 Hong Kong Stories : Saved by the saxophone （页面存档备份，存于）
- 高松傑的Instagram帳戶
- 香港高Sir - 高松傑的Facebook （页面存档备份，存于）
- 高松傑高Sir正能量的YouTube頻道 （页面存档备份，存于）